# Swanville (Maine)
Swanville è un comune degli Stati Uniti d'America, situato nello Stato del Maine, nella contea di Waldo.